# 梁啟超墓
梁啟超墓，位于北京市海淀區的北京植物园东环路东北的银杏松柏区内，是中國近代著名政治家、思想家、教育家、史學家、文學家、社會活動家、新法學家的國學大師梁启超及夫人李惠仙的合葬墓。2001年被列為北京市文物保護單位。

## 历史
墓區分東西兩部分，东为墓园，西为附属林地，總面积達4300平方米。
墓园由梁启超之子，建筑學家梁思成设计，背倚西山，坐北朝南。墓葬整體為花岗岩砌成，有台阶九级，长方形的墓前立“凸”字形墓碑，碑正面镌刻“先考任公府君暨先妣李太夫人墓”，背面刻“中华民国二十年十月，男梁思成、思永、思忠、思达、思礼，女适周思顺、思庄、思懿、思宁，媳林徽因、李福曼，孙女任孙敬立”。附近還有梁啟超家族成員的墓葬，在梁思顺和梁思成都去世后，梁启超的通房丫鬟王桂荃也被其亲生子女葬在附近。1978年2月24日，梁启超子女梁思庄、梁思达、梁思懿、梁思宁、梁思礼将墓地无偿转交北京植物园。